# آینه‌های نشکن
آینه‌های نشکن مجموعهٔ تلویزیونی ایرانی با موضوع انرژی هسته‌ای، به کارگردانی جواد اردکانی است که در سال ۱۳۸۷ از شبکه دو سیما پخش شد. داستان این سریال دربارهٔ دختری به نام سیمین فرهت است که به دام سازمان جاسوسی سیا و موساد می‌افتد و مجبور به جاسوسی از سازمان انرژی اتمی ایران می‌شود. این مجموعه تا قبل از پخش، فتانه نام داشت اما به‌دلیل مخالفت مدیران صدا و سیما تغییر یافت.

## خلاصه سریال
چند ماه پس از دست یابی ایران به انرژی اتمی، افشین فرهت (افشین کتانچی) که مهندس شیمی است به دلیل پیدا نکردن شغل مناسب در ایران افسرده‌است و به همین علت خواهر دوقلویش، سیمین (صبا کمالی)، که در یک آموزشگاه تعلیم رانندگی کار می‌کند می‌خواهد مقدمات سفر او به کانادا را فراهم کند. او به صورت اتفاقی با یکی از شاگردان آموزشگاه به نام حبیبی (آزیتا حاجیان) که خود و همسر متمولش مقیم کانادا هستند آشنا می‌شود و مشکل خود را برای او تعریف می‌کند و حبیبی به او قول می‌دهد که با کمک همسرش محب (سعید نیک‌پور) که در کانادا شخصی متنفذ و صاحب یک بنگاه کاریابی بین‌المللی است علاوه بر اینکه مشکل افشین را حل نماید، بعد از مدتی هم مقدمات سفر سیمین و خانواده اش به کانادا را نیز فراهم سازد. سرانجام با کمک‌های محب و حبیبی، افشین از راه دوبی راهی کانادا شده و در آن جا به عنوان مدیر داخلی در یک کارخانه تولید مواد شیمیایی مشغول به کار می‌شود و سیمین هم که از این اتفاق بسیار شاد است پس از بازگشت به ایران، پیشنهاد محب مبنی بر ادامه همکاری با آن‌ها را می‌پذیرد. در همان زمان حاج محمود به نیا (قاسم زارع) که از سوی وزارت اطلاعات مسئول تأمین امنیت پایگاه‌های هسته‌ای شده‌است، از برادرش مسعود (علی قربان زاده) که نامزد سیمین و فیلمبردار است می‌خواهد که با کمک دستیارش علی (فرزاد حاتمیان) از پایگاه‌های انرژی هسته‌ای و تلاش‌های شبانه‌روزی و بی‌وقفه متخصصان و دانشمندان هسته‌ای فیلمبرداری کند و با دانشمندان و سرپرست‌های آنان مصاحبه‌ای را نیز ترتیب دهد و مسعود نیز قبول می‌کند و به همین منظور حاج محمود برای آن دو دفتری تهیه کرده و بهترین نیروی عملیاتی خود به نام عماد نبوی (مهدی صبایی) معروف به عماد پلنگ را مأمور مراقبت از آنان می‌کند. غافل از آن که فردی از خبره‌ترین جاسوسان سازمان موساد به نام موشه بایار (عسکر قدس) با نام مستعار گاو خندان با کمک دستیارش، سعید (سعید داخ) مشغول رصد صوتی و تصویری آن‌ها است. از آن سو هم سیمین پس از مدتی متوجه می‌شود که بنگاه کاریابی محب یک پوشش است و محب و حبیبی و افراد آنان همگی از بهترین، ماهرترین و مجرب‌ترین جاسوسان سیا، موساد و ام آی ۶ هستند و مأموریت اصلی آنان توطئه بر علیه ایران و جاسوسی از انرژی اتمی ایران است.

## بازیگران
- سعید نیک‌پور در نقش محب
- صبا کمالی در نقش سیمین
- آزیتا حاجیان در نقش حبیبی
- قاسم زارع در نقش محمود، کارمند وزارت اطلاعات
- سعید داخ در نقش سعید
- مهدی صبایی در نقش عماد، کارمند وزارت اطلاعات
- مجید مشیری مقام وزارت اطلاعات
- علی قربان زاده در نقش مسعود
- عسکر قدس در نقش بایار
- عاطفه رضوی در نقش خواهر عماد، کارمند بخش ضد جاسوسی وزارت اطلاعات
- جمشید شاه‌محمدی در نقش پدر سیمین و افشین
- افشین کتانچی در نقش افشین
- زهره صفوی در نقش مادر مسعود
- ثریا قاسمی در نقش مادر سیمین و افشین